# Jan Willem Gunning (1949)
Jan Willem Gunning (Breda, 7 januari 1949) is een Nederlandse ontwikkelingseconoom. Gunning was hoogleraar aan de Vrije Universiteit Amsterdam en aan de Universiteit van Oxford. Hij was verder medewerker van de Wereldbank en secretaris van de Koninklijke Nederlandse Akademie van Wetenschappen.

## Leven en werk
Gunning, lid van de familie Gunning, studeerde van 1967 tot 1972 econometrie aan de Rijksuniversiteit Groningen. Hij werkte van 1973 tot 1978 bij de Wereldbank in Washington. In 1979  promoveerde hij aan Nuffield College in Oxford op een proefschrift over de inkomensverdeling in Tanzania en Kenia.
Vervolgens werkte hij aan de Université libre de Bruxelles en aan de Vrije Universiteit Amsterdam, vanaf 1987 als bijzonder hoogleraar en van 1993 tot 2014 als hoogleraar ontwikkelingseconomie. Tussendoor was hij in Oxford hoogleraar en directeur van het Centre for the Study of African Economies. Hij begeleidde 30 promovendi.
Gunning was algemeen secretaris van de KNAW van 2011 tot 2016. Bij zijn afscheid werd hij benoemd tot Officier in de Orde van Oranje-Nassau.

## Privé
Gunning is getrouwd met Louise Gunning-Schepers, hoogleraar sociale geneeskunde en voormalig voorzitter van het college van bestuur van de Universiteit van Amsterdam.

## Publicaties (selectie)
- J.W. Gunning: Wat bezielt economen? Afscheidsrede Vrije Universiteit Amsterdam, 2014. Digitale versie
- Globalization and poverty. Ed. by Paul Collier and Jan Willem Gunning. 3 vols. Cheltenham, Edward Elgar, 2008. ISBN 978-1-84542-769-6
- J.W. Gunning: De geschokte economie. Inaugurele rede Vrij Universiteit Amsterdam, 1987. ISBN 90-6256-574-3
- Jan Willem Gunning: Income Distribution in Models for Developing Countries: Kenya and Tanzania. D.Phil. thesis, Nuffield College, University of Oxford, 1979.